# فلويد باكستون
فلويد باكستون (بالإنجليزية: Floyd Paxton)‏ هو مهندس ومخترع أمريكي، ولد في 7 أبريل 1918، وتوفي في 10 ديسمبر 1975.